# Ravens & Lullabies
Ravens & Lullabies ist ein Studioalbum von Gordon Giltrap und Oliver Wakeman.

## Titelliste
| Nr. | Titel                                              | Text           | Musik            | Länge |
| --- | -------------------------------------------------- | -------------- | ---------------- | ----- |
| 1.  | Moneyfacturing (Leadgesang: Paul Manzi)            | Oliver Wakeman | Oliver Wakeman   | 4:10  |
| 2.  | Fiona's Smile                                      |                | Gordon Giltrap   | 3:01  |
| 3.  | From The Turn Of A Card (Leadgesang: Benoît David) | Wakeman        | Wakeman          | 4:37  |
| 4.  | LJW                                                |                | Wakeman          | 4:08  |
| 5.  | Maybe Tomorrow (Leadgesang: Manzi)                 | Wakeman        | Giltrap, Wakeman | 3:26  |
| 6.  | Wherever There Was Beauty                          |                | Giltrap          | 2:40  |
| 7.  | Is This The Last Song I Write (Leadgesang: Manzi)  | Wakeman        | Wakeman          | 10:02 |
| 8.  | A Mayfair Kiss                                     |                | Wakeman          | 2:55  |
| 9.  | Anyone Can Fly (Leadgesang: Manzi)                 | Wakeman        | Giltrap, Wakeman | 4:48  |
| 10. | A Perfect Day                                      |                | Wakeman          | 2:41  |
| 11. | Credit Carnival (Leadgesang: Manzi)                | Wakeman        | Wakeman          | 5:38  |
| 12. | One For Billie                                     |                | Giltrap          | 2:11  |
| 13. | Ravens Will Fly Away (Leadgesang: Manzi)           | Wakeman        | Giltrap, Wakeman | 4:50  |

| Nr. | Titel                        | Länge |
| --- | ---------------------------- | ----- |
| 1.  | Nature's Way (live)          | 5:42  |
| 2.  | Isabella's Wedding (live)    | 4:19  |
| 3.  | Progress Of The Soul (live)  | 4:44  |
| 4.  | On Camber Sands (live)       | 3:59  |
| 5.  | Lutey And The Mermaid (live) | 2:55  |
| 6.  | Praeludium                   | 4:51  |
| 7.  | The Forgotten King           | 3:02  |
| 8.  | Roots                        | 4:30  |